# Бідний багатій
«Бідний багатій» (італ. «Un povero ricco») — італійська кінокомедія 1983 року, знята режисером Паскуале Феста Кампаніле, з Ренато Поццетто і Орнеллою Муті у головних ролях.

## Сюжет
У багатія Еудженіо Рамконні — проблема. Він шалено боїться бідності. Найменші її прояви (наприклад, не кашеміровий джемпер), призводять до задухи, кропивниці та кошмарів. Лікар прописує кардинальний засіб: пожити у злиднях. Еудженіо, який давно відвик від простого життя (наприклад, від громадського транспорту), їде простим кур'єром в одне з відділень створеної ним фірми. У бідному гуртожитку він знайомиться з красунею Мартою.

## У ролях
- Ренато Поццетто — Еудженіо Рамконні
- Орнелла Муті — Марта
- П'єро Мадзарелла — роль другого плану
- Уго Грегоретті — роль другого плану
- Антоніо Марсіна — роль другого плану
- Джуліо Массіміні — роль другого плану
- Анна Марія Наталіні — роль другого плану
- Массімо Бушемі — роль другого плану
- Діно Кассіо — роль другого плану
- Массімо Мірані — роль другого плану
- Коррадо Ольмі — роль другого плану
- Бруно Роза — роль другого плану
- Міла Станіч — роль другого плану
- Джорджо Серафіні — роль другого плану
- Габріеле Тодзі — роль другого плану
- Нанні Свампа — роль другого плану
- Патріція Фонтана — роль другого плану
- Лелла Каттанео — роль другого плану
- Калогеро Адзаретто — роль другого плану

## Знімальна група
- Режисер — Паскуале Феста Кампаніле
- Сценарист — Ренато Поццетто
- Оператор — Франко Ді Джакомо
- Композитор — Стельвіо Чіпріані
- Художник — Еціо Альтьєрі
- Продюсери — Лучано Луна, Акілле Мандзотті